# Diédougou (Ségou)
Diédougou è un comune rurale del Mali facente parte del circondario di Ségou, nella regione omonima.
Il comune è composto da 19 nuclei abitati:
- Bachi-Wèrè
- Diaramo
- Foroko
- Konkoa
- Koro
- Koromougou
- Nakili
- Niélé-Wèrè
- Niyoh
- Nolokoro
- Sijan-Wèrè
- Thouan
- Tiécouradian-Wèrè
- Toulouma
- Touné
- Touné-Wèrè
- Walakibougou
- Yollo (centro principale)
- Yollo-Wèrè